# Louis Leloup
Pour les articles homonymes, voir Leloup.
 (12 août 2025).
Le texte peut changer fréquemment, n’est peut-être pas à jour et peut manquer de recul. N’hésitez pas à participer, en veillant à citer vos sources.
Louis Leloup est un maître verrier belge né à Seraing (province de Liège) le 17 janvier 1929, et mort le 12 août 2025. 

## Biographie
Louis Leloup naît le 17 janvier 1929 à Seraing en Belgique.
Dans sa jeunesse, il pratique le chant lyrique. À 17 ans, il s'inscrit au Conservatoire de Musique pour devenir chanteur d'opéra. À la même époque, il se passionne pour son travail à la cristallerie du Val-Saint-Lambert. Quelques années plus tard, il décide de se consacrer principalement au cristal.
Cet artiste commence donc en tant qu'apprenti verrier à la célèbre cristallerie du Val-Saint-Lambert en Belgique. Il se lance ensuite dans un travail très personnel et met progressivement en place son propre atelier. Il excelle notamment dans l’art d’user de plusieurs cannes pour souffler le cristal et créer des sculptures de grandes dimensions. Sa maîtrise de la matière et des émaux lui permet d'ailleurs de produire des formes et des effets que l'on croyait jusque là impossibles. 
Déjà en 1990, il expose en Asie au Fine Arts Museum de Taïpei (Taiwan). Depuis 1997, un musée Louis Leloup lui est entièrement consacré à Kyōto au Japon. Une école y est associée ; on y enseigne ses techniques à des élèves du monde entier. En 2003, il remet une œuvre intitulée la Madone de la Lumière (1 mètre de hauteur) au pape Jean-Paul II. 
Louis Leloup meurt le 12 août 2025 à l'âge de 96 ans et est inhumé au cimetière des Biens-Communaux à Seraing,.

## Distinctions
- Chevalier de l'ordre de Léopold arrêté royal du 9 mars 2014.
- Officier du Mérite wallon (O.M.W.) 18 septembre 2014.